# 渡辺壮馬

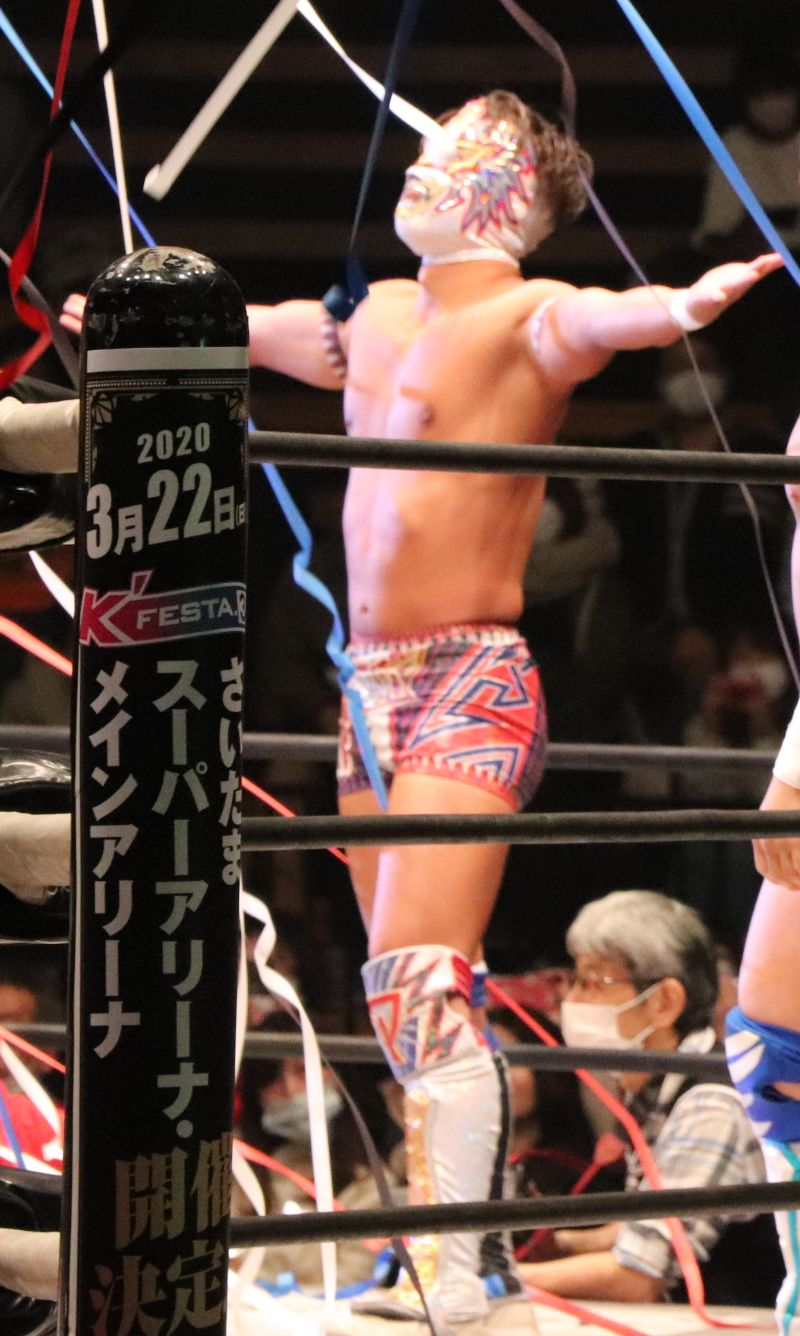
ペガソ・イルミナル（2020年）

渡辺 壮馬（わたなべ そうま、1998年11月8日 - ）は、日本の男性プロレスラー。旧リングネームは皇壮馬（すめらぎ そうま）。また覆面レスラーのペガソ・イルミナルとしても活動した。埼玉県川越市出身。GLEAT所属。血液型A型。

## 経歴
- W-1主催のプロレス総合学院3期生として学院に入校し、約半年間の学院生活を送り2017年2月に神辰郎とエキシビジョンマッチを行い、4月に講師である児玉裕輔と卒業試合を行い無事卒業となる。
- 2017年7月2日、プロレスリングACE新木場1stRING大会における梶トマト戦でデビュー。リングネームは「皇壮馬」（すめらぎ そうま）。
- 同年11月よりメキシコに長期遠征に旅立つ。
- 2018年8月11日、マスクマン、ペガソ・イルミナルとして帰国。カズ・ハヤシ推薦枠として佐藤嗣崇戦で国内デビュー[2]。
- 2020年4月1日、WRESTLE-1活動停止に伴い退団。
- 8月20日、新団体「GLEAT」設立発表の際に、マスクを脱ぎ渡辺 壮馬として所属を発表した[3]。GLEATではこれまで培ってきた俗にいう飛んだり跳ねたりというジュニアヘビー級スタイルに加え、UWFルール、キックボクシング式のルールにも挑戦。
- 2023年3月1日開催の『ジュニア夢の祭典 〜ALL STAR Jr. FESTIVAL 2023〜』では第0試合スペシャルプレゼントマッチに出場[4]。

## 得意技

### フィニッシュ・ホールド
ファイヤーバードスプラッシュ

### 打撃技
各種蹴り技
ドロップキック

### 飛び技
ミサイルキック

## タイトル歴
GLEAT
- G-REX王座（第5代）

HEAT-UP
- HEAT-UPユニバーサルタッグ王座（第5代）（パートナーはカズ・ハヤシ）

## 入場曲
- The Sky Arrow
作曲：アネモネ・モーニアン